# Kathleen Baker
Kathleen Baker (* 28. Februar 1997 in Winston-Salem, North Carolina) ist eine amerikanische Schwimmsportlerin.

## Leben
Baker studiert an der University of California, Berkeley Public Health und bestreitet Wettkämpfe für das dortige California Golden Bears Swimming and Diving Team.
Kathleen Baker qualifizierte sich über 100 m Rücken für die Olympischen Sommerspiele 2016 in Rio de Janeiro und gewann in diesem Wettbewerb die Silbermedaille. Mit der 4 × 100-m-Lagenstaffel der USA gewann sie Gold.
Am 29. Juli 2018 schwamm die damals 21-Jährige bei den US-Meisterschaften in Irvine über 100 m Rücken in 58,00 s einen neuen Weltrekord.